# Morchella eximia
Morchella eximia (Émile Boudier, 1910) din încrengătura Ascomycota în familia Morchellaceae și de genul Morchella este o ciupercă comestibilă și saprofită foarte rară. O denumire populară nu este cunoscută. Buretele trăiește în România și Bucovina de Nord în regiuni montane de peste 1000 m, crescând solitar sau în grupuri mici prin păduri de conifere ușor sau moderat arse, adesea în apropierea albiilor de pâraie și izvoarelor precum pe lângă scurgeri, fiind găsit înmulțit în anul imediat următor al unui incendiu forestier, apărând în număr scăzut și pentru mai multe sezoane după aceea. Mai departe, se dezvoltă uneori pe moloz sau în preajma locurilor vechi de foc. Timpul apariției este din aprilie până în iulie.

## Taxonomie

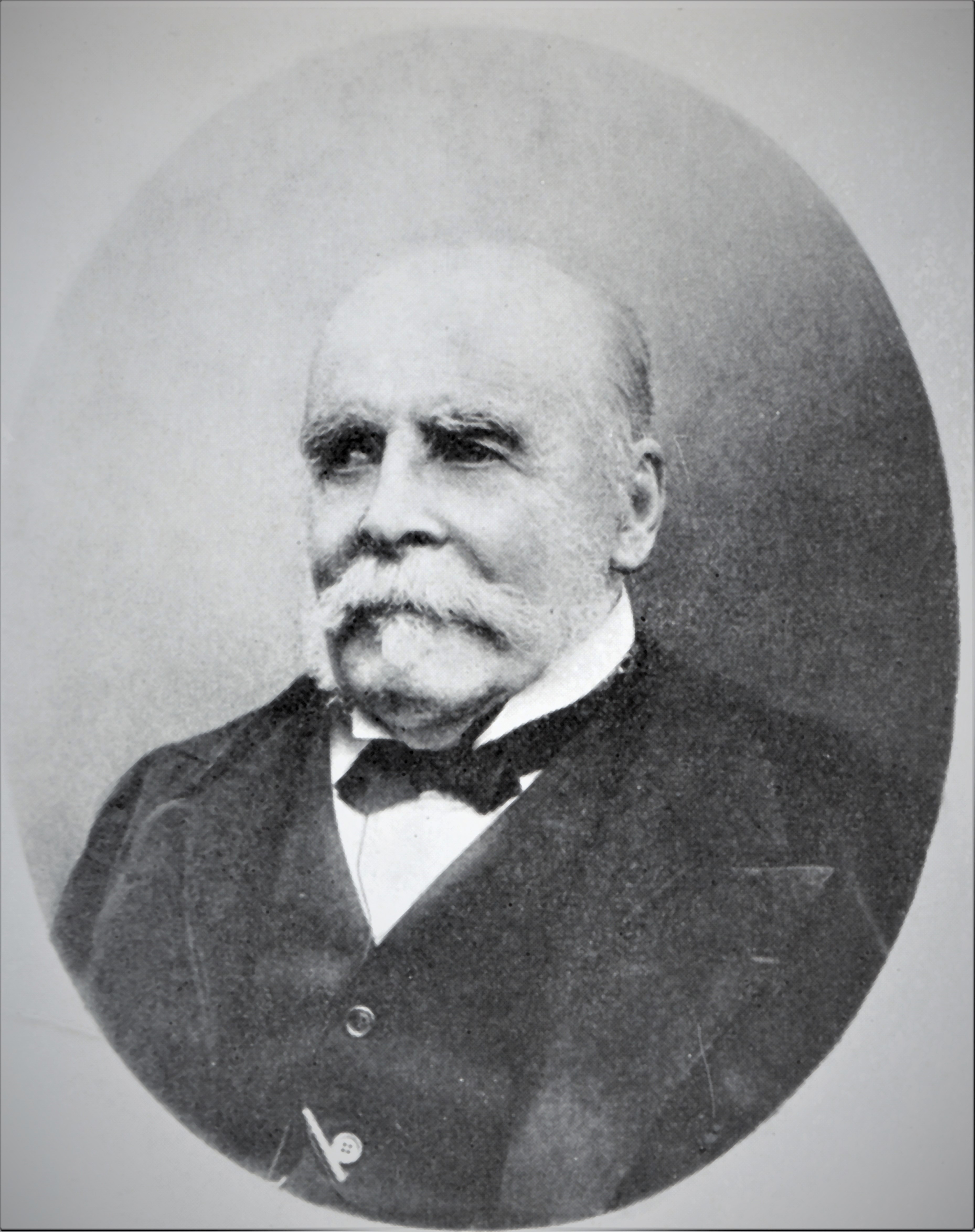
Émile Boudier, 1910

Taxonul Morchella conica var. acuminata, creat de botanistul belgian Jean Kickx (1803-1864) deja înainte de 1855, în volumul 1 al operei sale Flore cryptogamique des Flandres, publicată însă de abia postum de fiul lui Jean-Jacques Kicks în 1867, a fost considerat drept nume incert, deoarece, pe o parte este slab documentat în materialul originar a lui Kickx, iar pe alta, această specie a fost interpretată de micologul francez André Marchand (1916-1988) în trecut (1973) ca o formă a cunoscutei Morchella elata.
Numele binomial hotărât este Morchella eximia, bazând pe ilustrația detaliată precum descrierea completă a micologului francez Émile Boudier, de verificat în volumul II al operei sale Icones mycologicae ou iconographie des champignons de France principalement discomycètes avec texte descriptif din 1910, fiind și numele curent valabil (2021).
Micologii francezi Franck Richard Bellanger, Jean-Michel Courtecuisse, Regis Courtecuisse et al. au dovedit că speciile nou descrise, anume Morchella anthracophila Clowez  & D.Winkler (2012), Morchella capitata M.Kuo & M.C.Carter (2012), Morchella carbonaria Clowez & Chesnaux (2012) și Morchella septimelata M.Kuo (2012) reprezintă doar sinonime ulterioare a soiului determinat de Boudier.
Epitetul este derivat din cuvântul latin (latină eximius, -a, -um=deosebit, excepțional, prodigios), datorită aparenței ciupercii în primul rând în urma de incendii (forestiere).

## Descriere

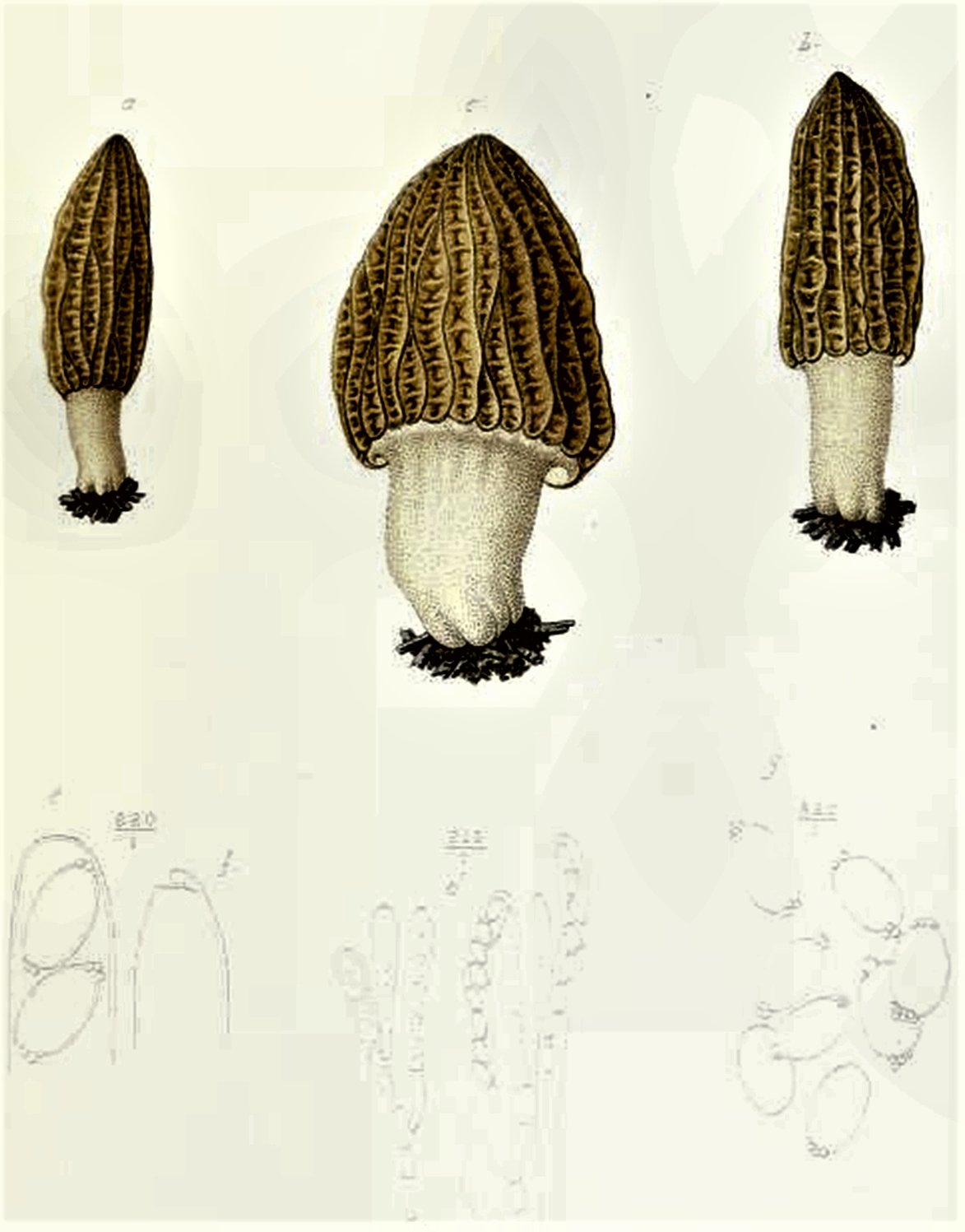
Boud. - Morchella eximia

- Corpul fructifer: are o înălțime de 4-10 cm și un diametru de 3-7 cm în cel mai lat punct, conic la sub-conic cu alveole împărțite de 14-22 creste verticale primare și numeroase creste verticale mai scurte secundare precum creste orizontale care traversează, cu un sinus (o cavitate) de aproximativ 1-3 mm adâncime și 1-3 mm lățime precum fiind atașat la tijă. Crestele glabre sau fin pâsloase, turtit aplatizate în tinerețe care devin adesea ascuțite sau erodate odată cu vârsta, sunt inițial ocru-brune până maronii, apoi închis brune până negricioase, iar gropițele alungit verticale cu o suprafață netedă progresează cu timpul în colorit de la roz sau deschis maroniu la măsliniu până brun-măsliniu.
- Piciorul: alb cu o lungime de  3,5-10 cm, un diametru de 2-5 cm și o grosime de 1-2 mm, este uneori puțin clavat la bază și evazat ușor până la vârf, având o suprafață poroasă, presărată cu mici granule albicioase și întunecând până la maroniu la exemplarele bătrâne. Pe dinăuntru, tija este albicioasă, sterilă, pubescentă și goală, uneori ușor camerală spre bază.
- Carnea: este albicioasă, ceroasă, și un pic cartelată, cu gust savuros și miros plăcut, tipic de zbârciogi.
- Caracteristici microscopice: are spori elipsoidali, netezi, cu un conținut omogen și o mărime de (17-) 18–25 (-30) × 10-15 (-20) care sunt colorați brun-gălbui. Ascele cilindrice și hialine (translucide) măsoară 175-275 × 12-25 microni și conțin câte 8 spori fiecare. Parafizele de 100-200 × 5-12,5 microni sunt septate, cilindrice, cu vârfuri subacute sau sub-fusiforme (ocazional doar rotunjite sau sub-clavate) și hialine într-o soluție de 2 % Hidroxid de potasiu. Elementele cilindrice pe crestele sterile cu o dimensiune de  60-200 × 7-18 microni sunt și ele septate, devenind într-o soluție de 2 % Hidroxid de potasiu brune. Hifele terminale sunt în mod normal clavate, rar sub-capitate sau neregulate.
- Reacții chimice: nu sunt cunoscute.[3][4]

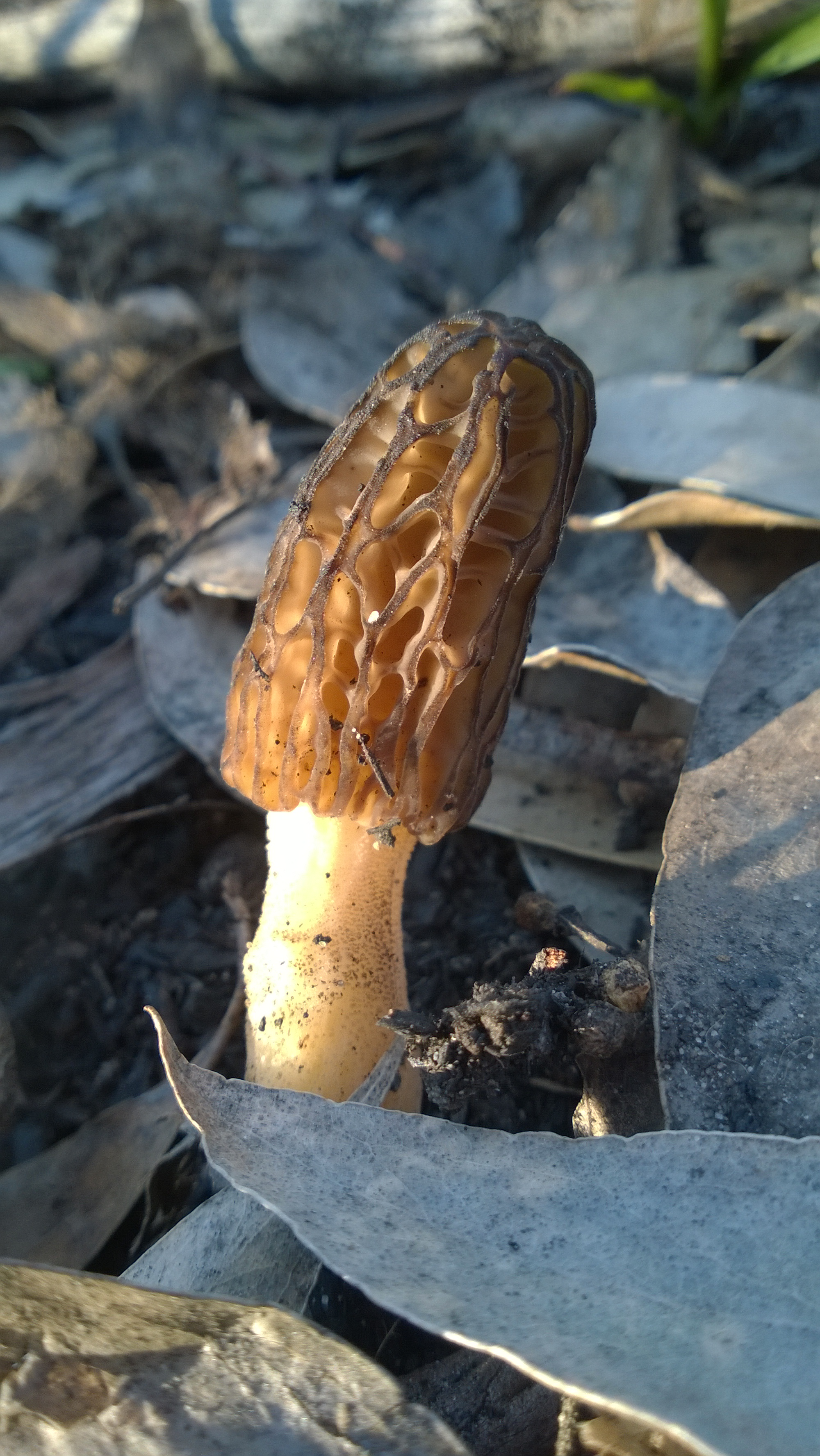
M. eximia mai tânără

## Confuzii
Morchella eximia poate fi confundată ușor cu alte specii de genul Morchella, cu toate comestibile, cum sunt de exemplu Morchella conica, Morchella costata, Morchella crassipes, Morchella deliciosa, Morchella elata, Morchella esculenta, Morchella elatoides Jacquet, Morchella pragensis, Morchella rotunda, Morchella tridentina sin. Morchella frustrata, Morchella steppicola, Morchella vulgaris sau Verpa bohemica.
Pentru un începător, confundarea cu buretele posibil mortal Gyromitra esculenta (zbârciogul gras), cu totul că speciile se deosebesc destul de clar, ar putea să se dezvolte fatal.

## Ciuperci asemănătoare

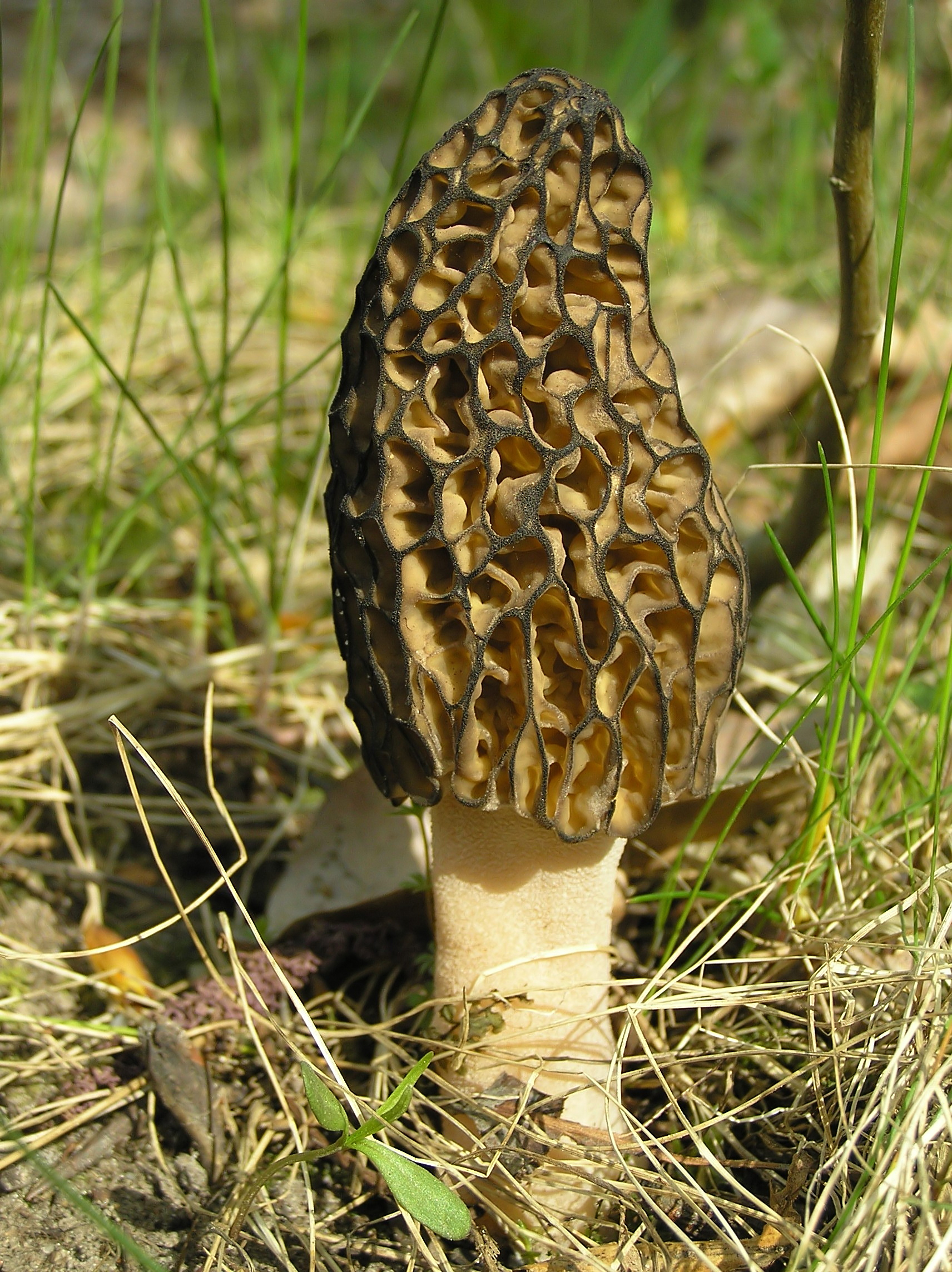
Morchella conica 1
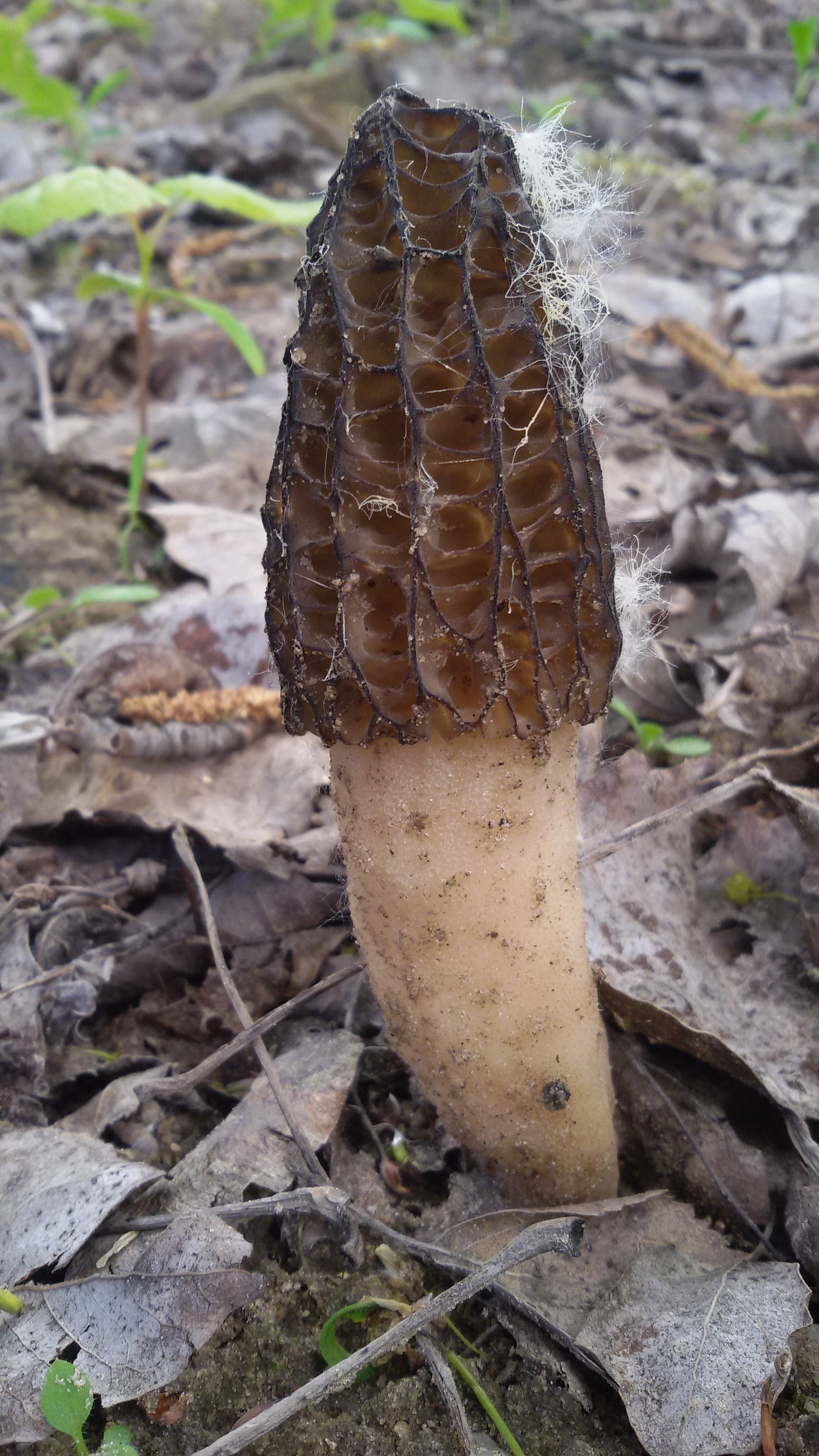
Morchella conica 2
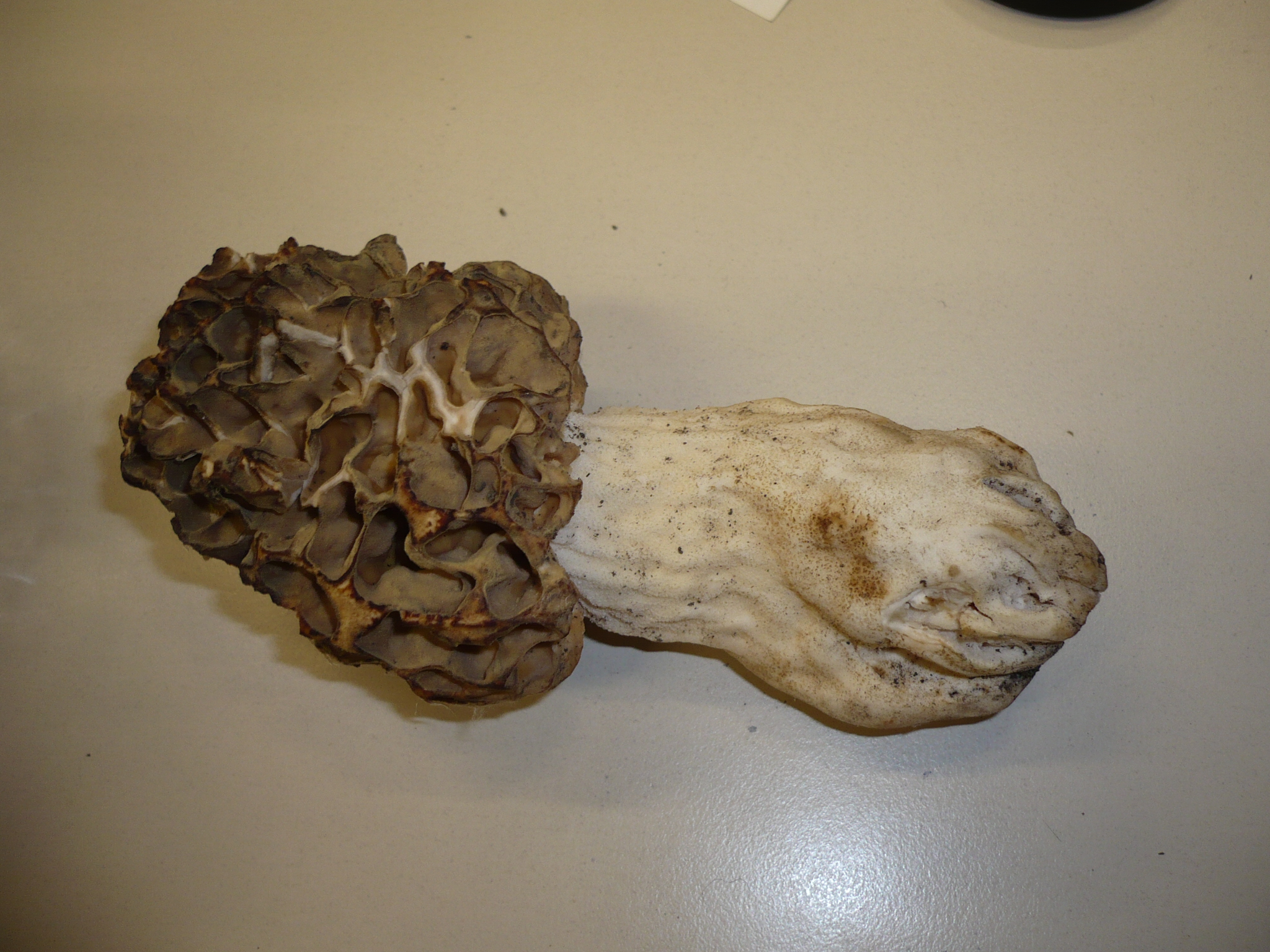
Morchella crassipes
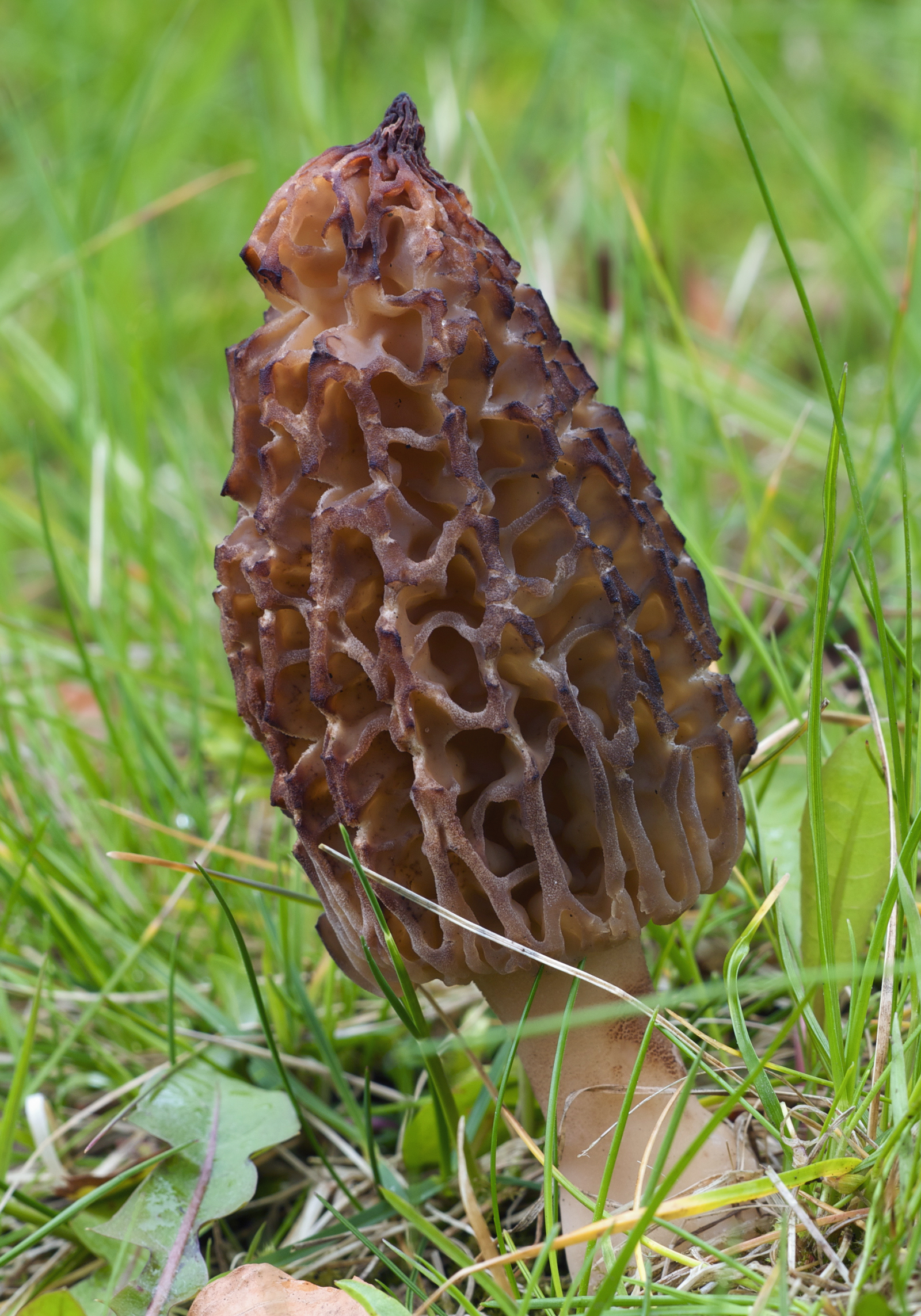
Morchella deliciosa
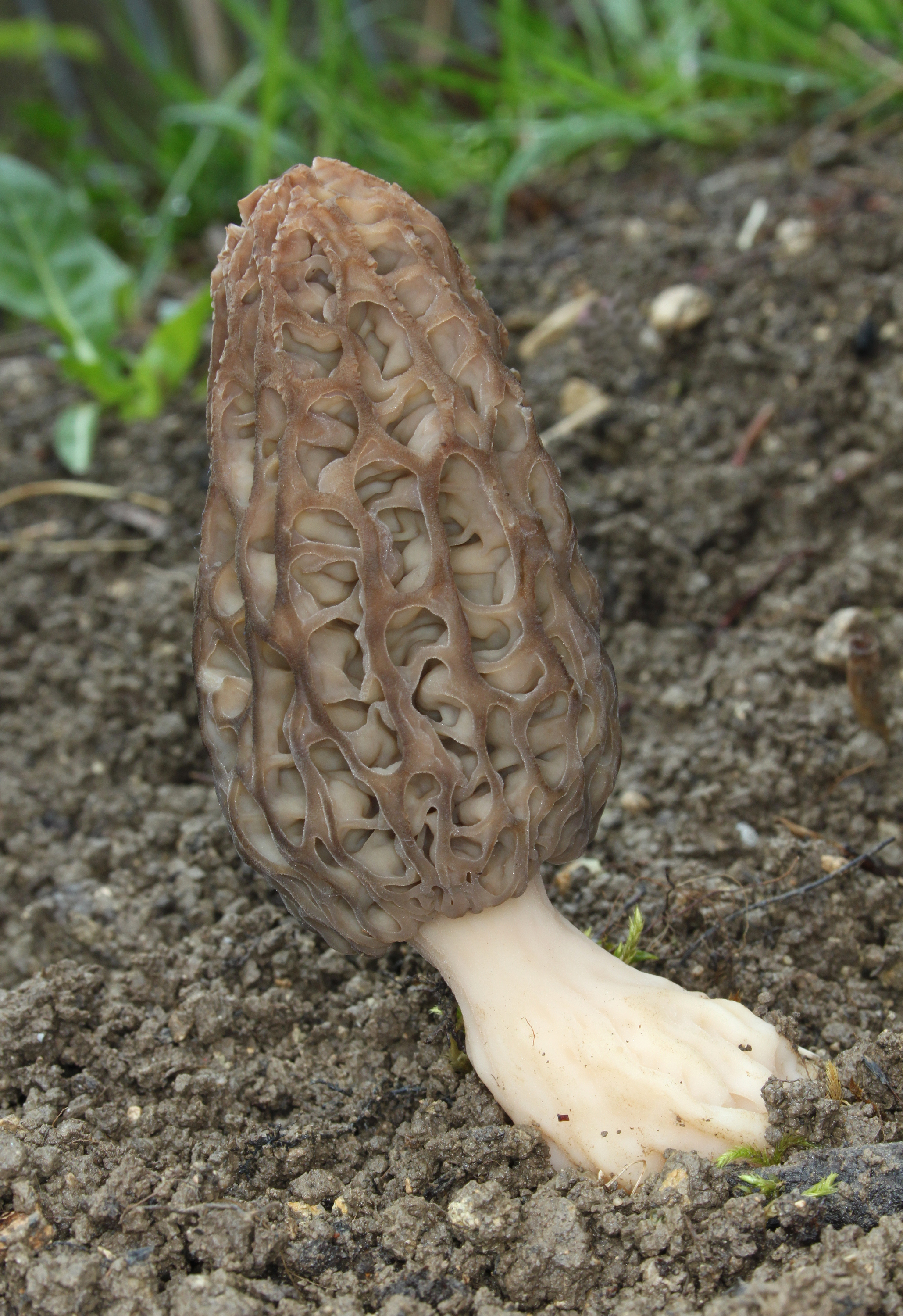
Morchella elata

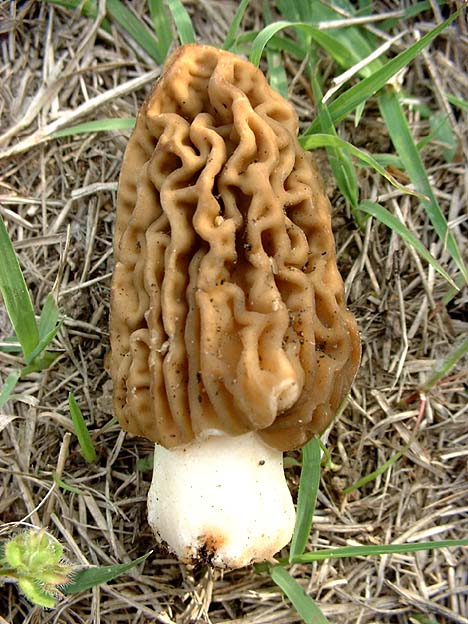
Morchella elatoides
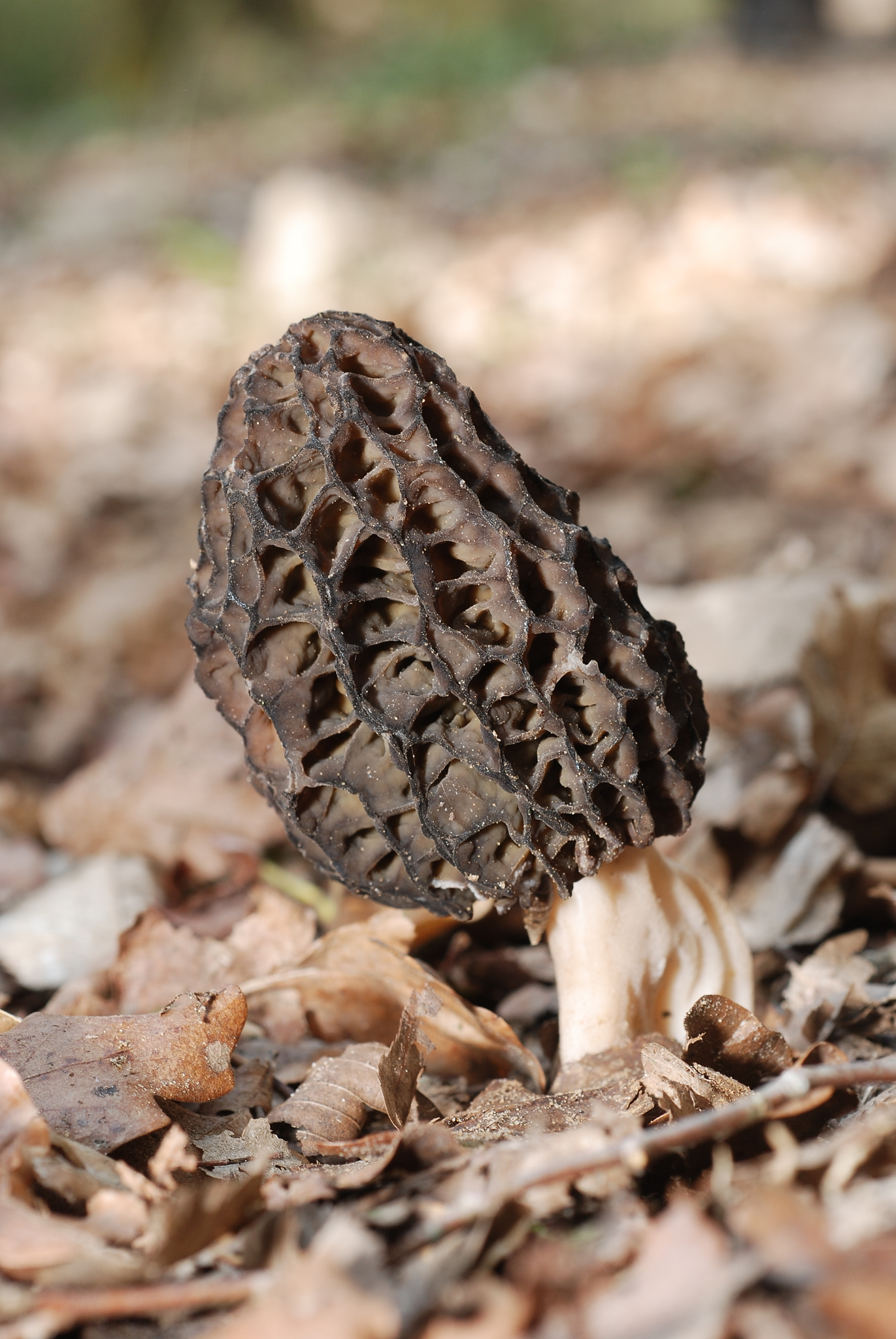
Morchella esculenta
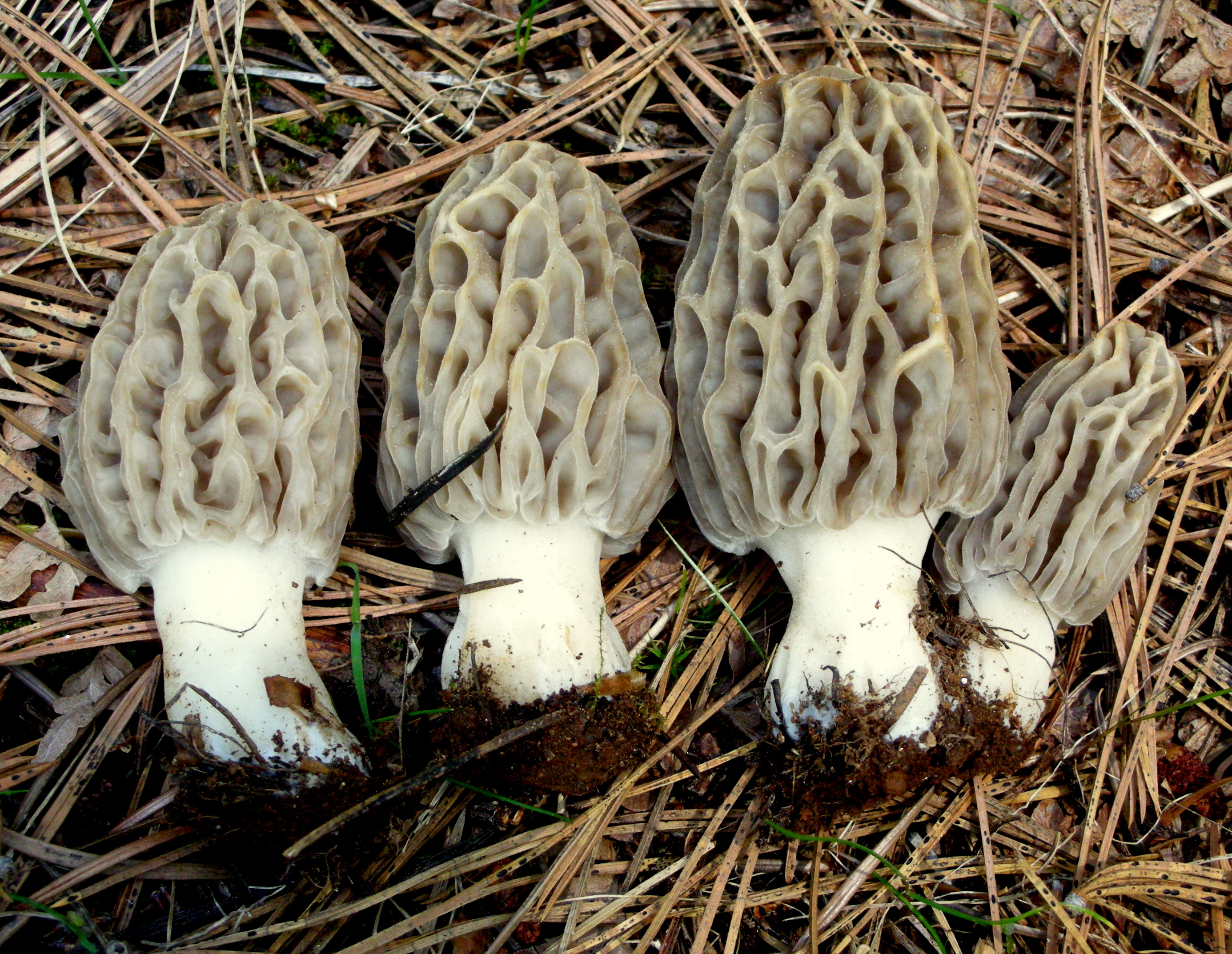
Morchella pragensis
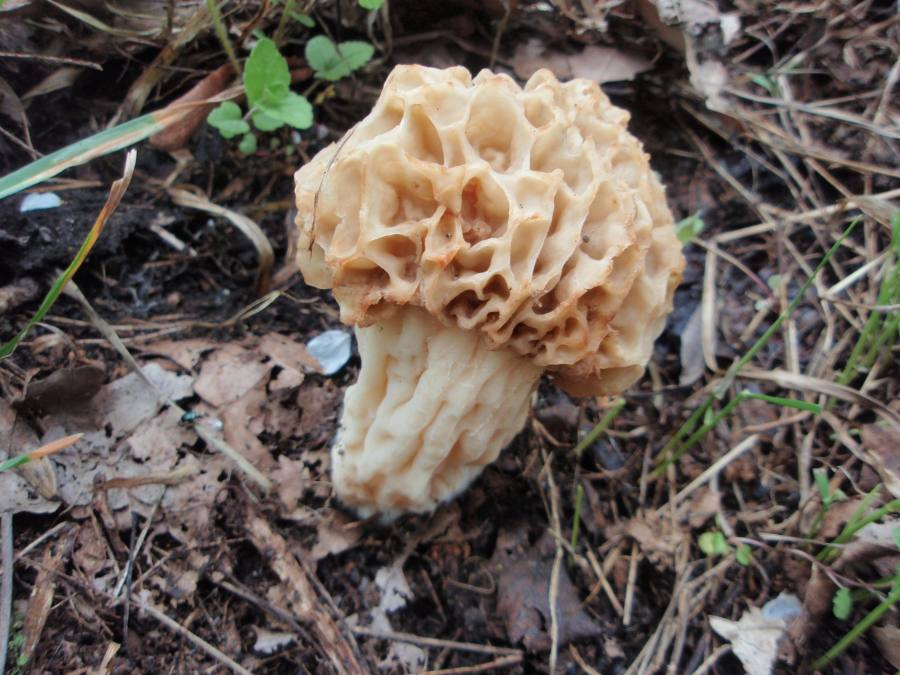
Smrž obecný nv]]:Smrž obecný nv.jpg|Morchella rotunda
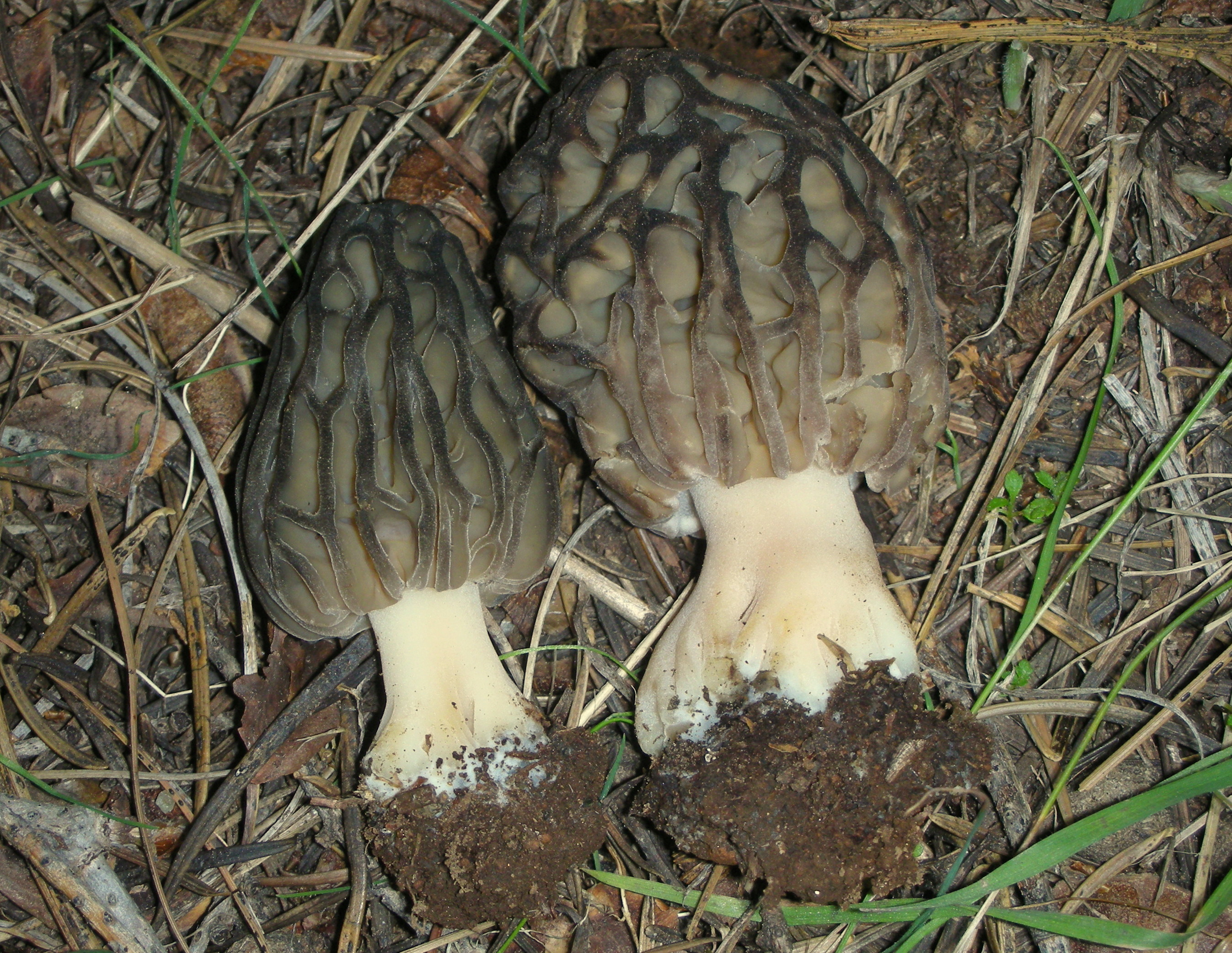
Morchella tridentina

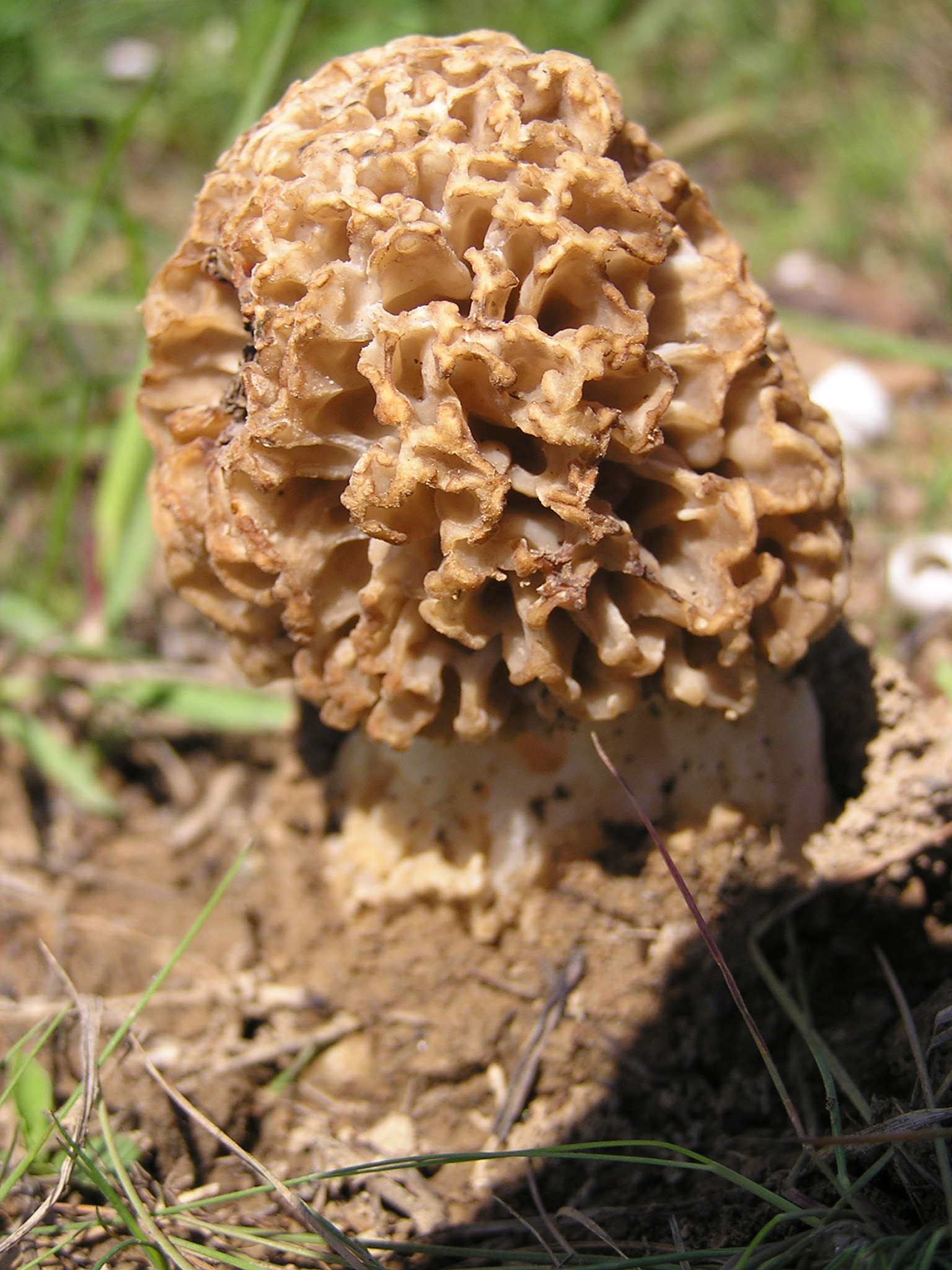
Morchella steppicola
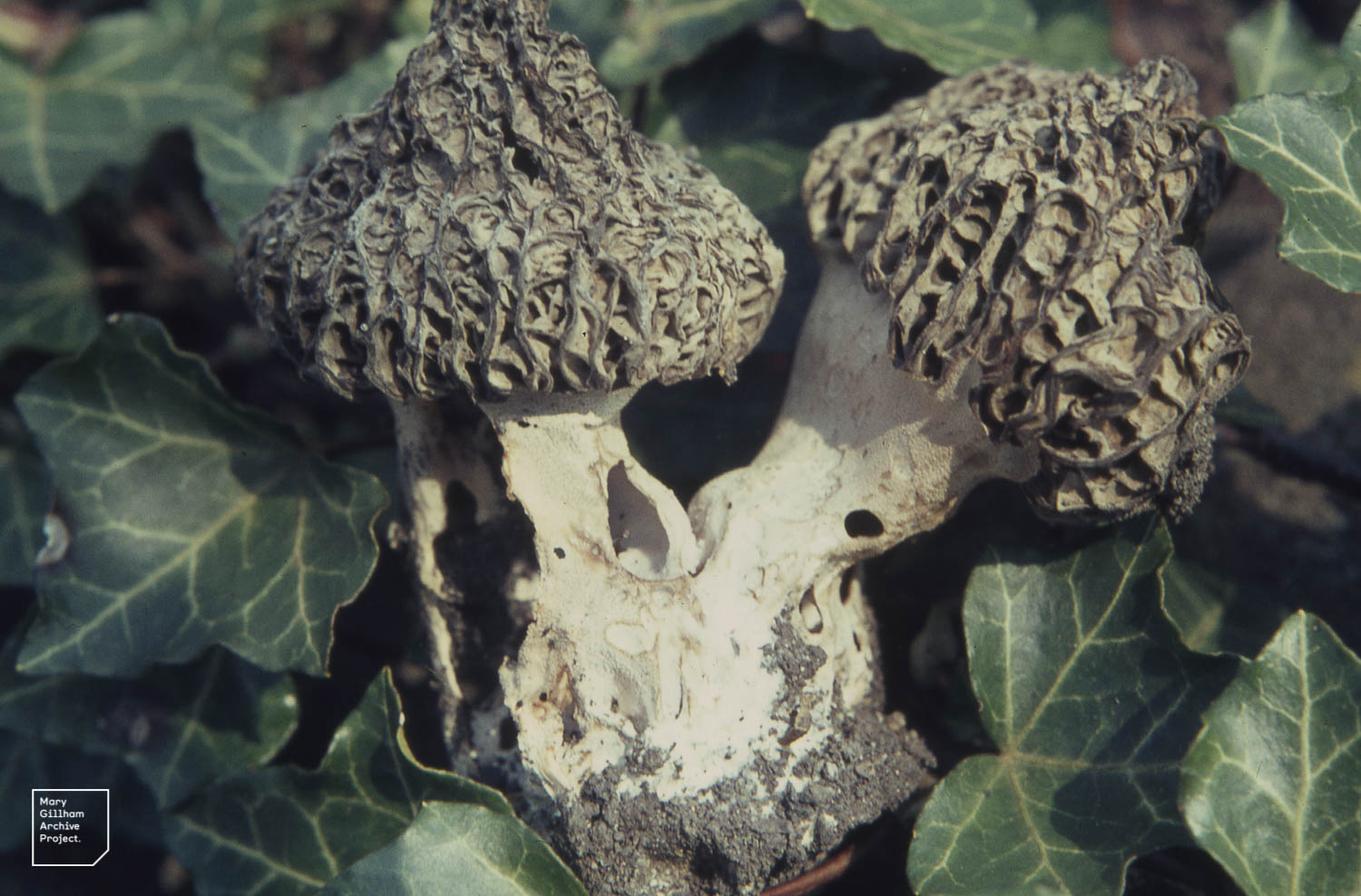
Morchella vulgaris
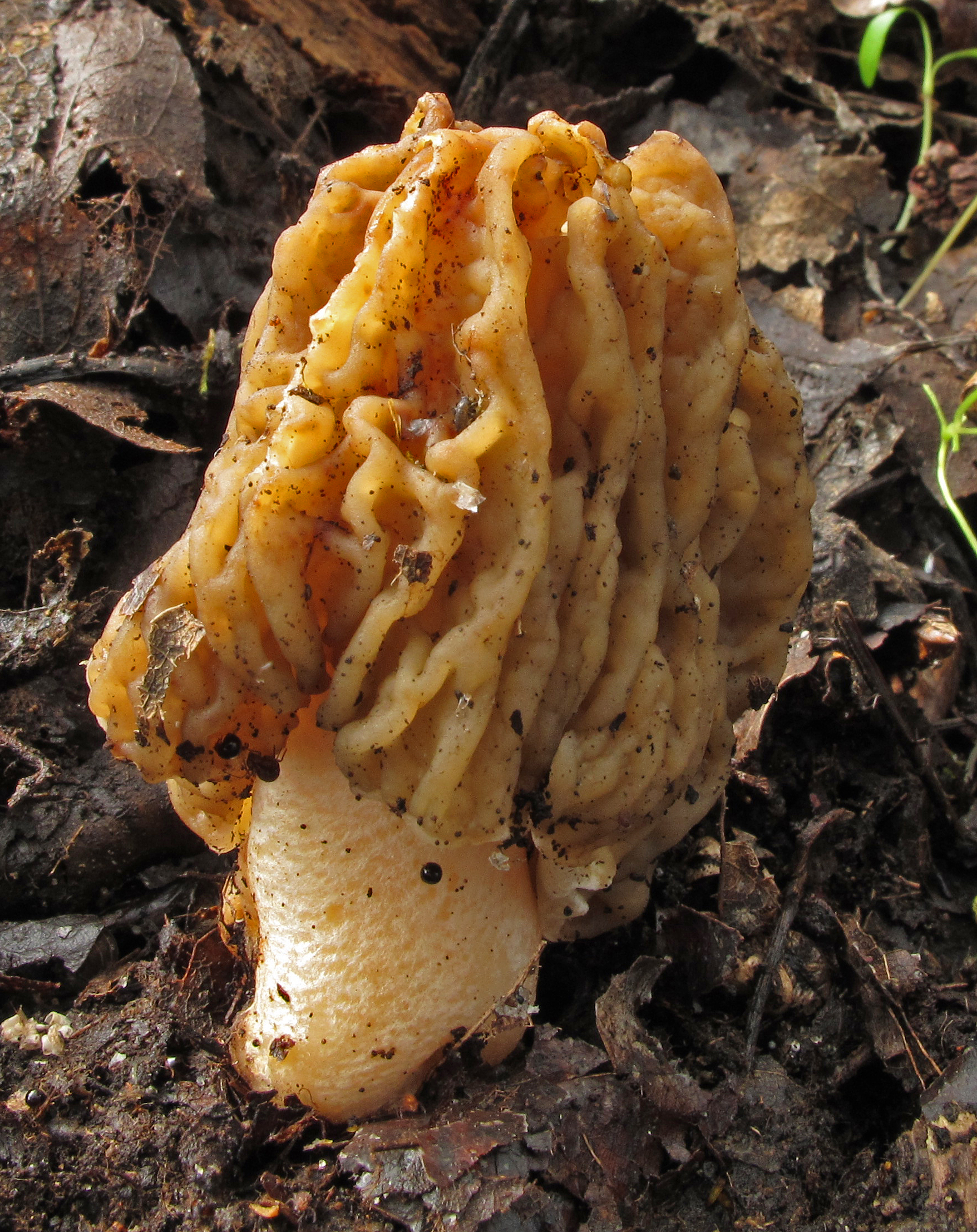
Verpa bohemica
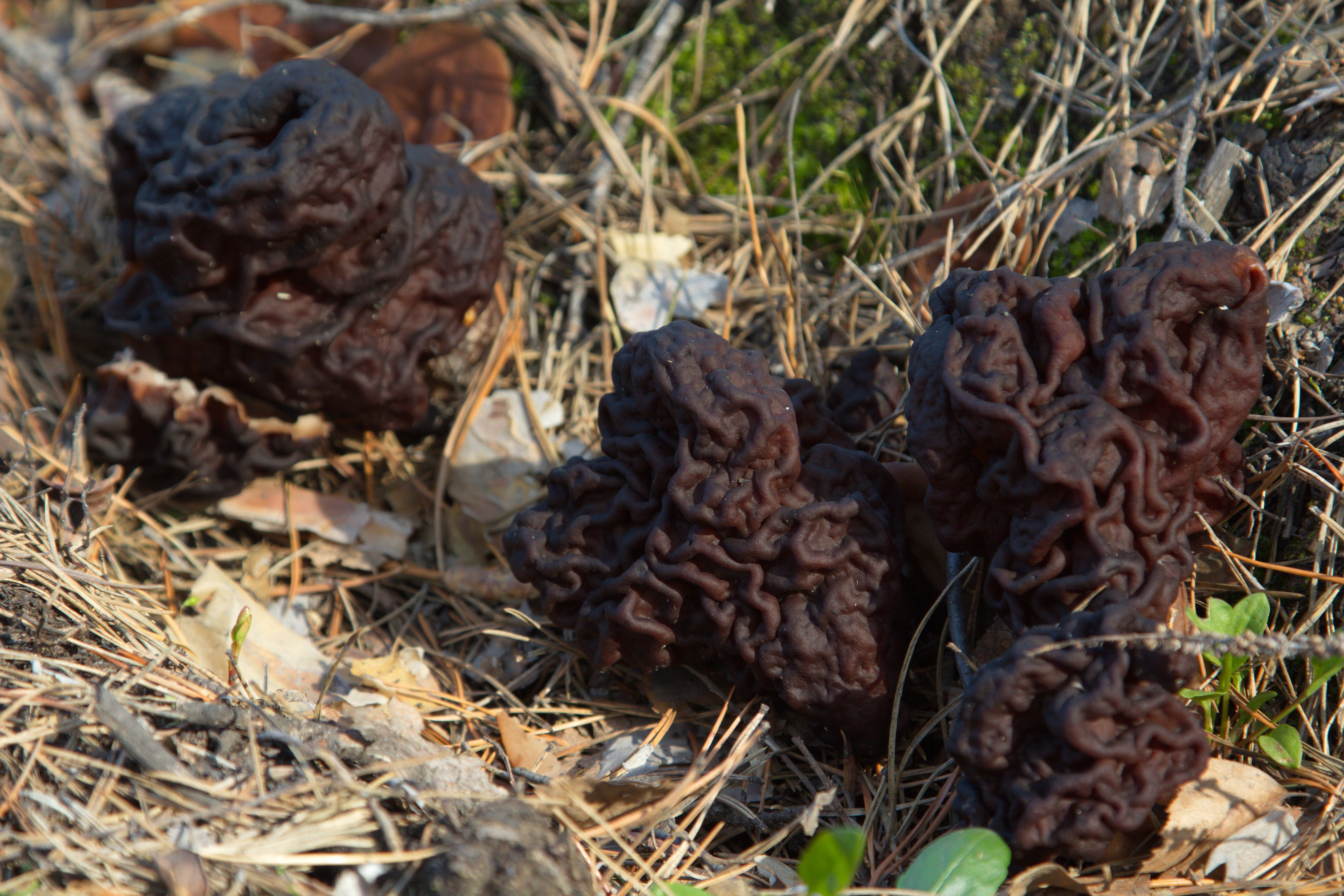
!!!Gyromitra esculenta!!!

## Valorificare
Mai întâi trebuie menționat că și acest zbârciog nu poate fi mâncat crud pentru că conține puțină hidrazină care însă se dizolvă în timpul fierberii. De asemenea, consumat în porții mari, poate crea reacții neplăcute la persoane sensibile, pentru că buretele este cam greu de digerat.
Morchella eximia este de calitate gastronomică foarte bună ca toate speciile genului. Ea poate fi pregătită ca ciulama,, alături de legume, dar nu împreună cu alte ciuperci (din cauza gustului și mirosului specific) sau ca sos, servit cu carne albă (pui, curcan, porumbel, vițel). Se și potrivește la o mâncare de creier (porc, vițel), cu raci, scoici, melci sau ca foietaj cu șuncă sau într-o plăcintă (de exemplu „pe modul reginei” , cu carne de vițel sau pui). Acest burete se poate prăji ca un șnițel sau umplut cu carne.
Uscați  și preparați după înmuiat, bureții dezvoltă un gust și miros mai intensiv (folosiți și apa de înmuiat filtrată printr-o sită). Este recomandat, de nu a folosi piciorul, pentru că acesta devine după înmuiere gomos.